# Norrbomia nepalensis
Norrbomia nepalensis är en tvåvingeart som beskrevs av Papp 2003. Norrbomia nepalensis ingår i släktet Norrbomia och familjen hoppflugor.
Artens utbredningsområde är Nepal. Inga underarter finns listade i Catalogue of Life.